# مزرلان (بوالحسن)
مزرلان (بالفارسية: مزرلان) هي قرية تقع في إيران في قسم بوالحسن الريفي. يقدر عدد سكانها بـ 205 نسمة بحسب إحصاء 2016.